# Heinrich Dietzel
Heinrich Dietzel (* 19. Januar 1857 in Leipzig; † 22. Mai 1935 in Bonn) war ein deutscher Sozioökonom.

## Leben
Als Sohn des Leipziger Rechtsgelehrten Gustav Dietzel (1827–1864) studierte Dietzel ab 1876 an der Ruprecht-Karls-Universität Heidelberg Rechtswissenschaft und Staatswissenschaft. 1877 wurde er im Corps Suevia Heidelberg recipiert. Als Inaktiver wechselte er an die Friedrich-Wilhelms-Universität zu Berlin. Mit Werner Sombart und Hermann Bahr war er Schüler von Adolph Wagner (Wagner bezeichnete Dietzel gerne als seinen „einzigen Schüler“). Promoviert wurde er 1879 an der Georg-August-Universität Göttingen zum Dr. iur. und 1882 in Berlin zum Dr. phil. 1882/83 bereiste er Frankreich und Italien. 1885 – mit 28 Jahren – wurde er Professor an der Universität Dorpat. Dort befasste er sich mit Karl Rodbertus. 1890 folgte er dem Ruf der Rheinischen Friedrich-Wilhelms-Universität Bonn als Nachfolger von Erwin Nasse. Er blieb in Bonn und lehnte Rufe der Albert-Ludwigs-Universität Freiburg, der Universität Leipzig und der Handelshochschule Berlin ab. Er kämpfte gegen die Schutzzollpolitik Leo von Caprivis. Von seinen (wenigen) Schülern für seine „fanatische Klarheit“ verehrt, galt Dietzel als „liberaler Individualist“, der Abstand zu Kollegen hielt.

## Werke
- Theoretische Socialökonomik. Leipzig 1895.
- Weltwirtschaft und Volkswirtschaft. Dresden 1900 (Vorschau bei Google Books) (Digitalisierte Ausgabe unter: urn:nbn:de:s2w-8739)
- Die Theorie von den drei Weltreichen. Berlin 1900.
- Das neunzehnte Jahrhundert und das Programm des Liberalismus. Rede zur Feier des 27. Januar 1900. Bonn 1900 (anlässlich des Geburtstages von Wilhelm II.)
- Socialpolitik und Handelspolitik. Berlin 1902.
- Das Produzenteninteresse der Arbeiter und die Handelsfreiheit. Ein Beitrag zur Theorie vom Arbeitsmarkt und vom Arbeitslohn. G. Fischer, Jena 1903.
- Vergeltungszölle. Berlin 1904.
- Der Deutsch-amerikanische Handelsvertrag und das Phantom der amerikanischen Industriekonkurrenz. Berlin 1905 (Vorschau bei Google Books)
- Reichsnachlasssteuer oder Reichsvermögenssteuer? Berlin 1908.
- List's Nationales System und die „Nationale“ Wirtschaftspolitik. Tübingen 1912.
- Kriegssteuer oder Kriegsanleihe? Tübingen 1912.
- Englische und preußische Steuerveranlagung. Ein Vergleich des englischen mit dem preußischen System der Einkommensbesteuerung (Quellenprinzip contra Empfängerprinzip). Duncker & Humblot, Berlin Leipzig 1919.
- Die Nationalisierung der Kriegsmilliarden. Tübingen 1919.
- mit Heinrich Herkner: Neue Beiträge zur Neuordnung der deutschen Finanzwirtschaft. München 1919.
- Beiträge zur Geschichte des Sozialismus und Kommunismus. Essen 1920. (Vorschau bei Google Books)
- Vom Lehrwert der Wertlehre und vom Grundfehler der Marxschen Verteilungslehre. Leipzig 1921.
- Technischer Fortschritt und Freiheit der Wirtschaft. Berlin 1922.
- Die Bedeutung des „Nationalen Systems“ für die Vergangenheit und für die Gegenwart. G. Fischer, Jena 1925.